# Vanua Vatu
Vanua Vatu [βaˈnua βatu] ist eine Insel vulkanischen Ursprungs  im Zentrum des Lau-Archipels im Pazifischen Ozean. Politisch gehört sie zur Eastern Division des Inselstaates Fidschi.

## Geographie
Vanua Vatu liegt vergleichsweise isoliert in der Korosee, rund 55 km westlich von Lakeba, der Hauptinsel des Archipels, 65 km südwestlich von Nayau, sowie 70 km südlich von Cicia. Die annähernd quadratische Insel hat eine Länge von 2,2 km, eine Breite von 2 km und weist eine Fläche von etwa 3,5 km² auf. Sie ist vollständig von einem Korallenriff umsäumt, dicht bewaldet und erreicht eine Höhe von 92 m über dem Meer. Die Insel ist bewohnt und hat mit Vanuavatu nur ein Dorf, welches zum traditionellen Distrikt (Tikina) der Insel Totoya, 82 km südwestlich gelegen, gehört.